# Cal Teixidor (Sagàs)
Cal Teixidor és una masia del municipi de Sagàs (Berguedà) inclosa en l'Inventari del Patrimoni Arquitectònic de Catalunya.

## Descripció
Cal Teixidor és una masia de petites dimensions. La façana principal orientada a tramuntana i coberta amb teulada de doble vessant amb el carener paral·lel a la façana. Les diferents mides de la pedra i les seves col·locacions demostren les dues fases bàsiques de la seva evolució: a partir del cos central s'hi annexionaren els dos laterals. La planta baixa presenta encara restes de voltes de pedra de mig punt que possiblement corresponen a la base medieval de la casa.

## Història
Les llindes són els únics testimonis del passat, així com l'estructura mateixa de la casa: 1681, 1687, 1702. El caràcter de masoveria confereix a Cal Teixidor la pauta per explicar-se el seu estat deficitari i la manca de conservació.